# Marco Wahl
Marco Wahl (* 1984) ist ein deutscher Koch aus Zweibrücken. Er ist seit 2020 Küchenchef im Ein-Sterne-Restaurant Sawito im brandenburgischen Falkensee, welches 2025 mit einem Michelin-Stern ausgezeichnet wurde.

## Leben
Nach seiner Ausbildung im Gourmet-Restaurant des Hotels Kloster Hornbach ging Marco Wahl zunächst nach Baden-Baden ins Brenners Park Hotel und danach ins mit einem Michelin-Stern ausgezeichnete Restaurant des Schlosshotels Bergzaberner Hof in Bad Bergzabern in der Pfalz. Ab 2014 kochte Wahl im Restaurant Duke des Ellington Hotels Berlin, wo er von 2018 bis 2020 als Sous-Chef wirkte.
Seit 2020 ist Marco Wahl Küchenchef im unweit von Berlin gelegenen Restaurant Sawito.

## Auszeichnungen
- 1. Michelin-Stern im Guide Michelin Sawito. Abgerufen am 21. Juni 2025.
- Gewinner des Publikumspreises der Eat! Berlin 2025[12]